# Southwell (Nottinghamshire)
Southwell is een civil parish in het Engelse graafschap Nottinghamshire.
Southwell telt 7297 inwoners en is de hoofdplaats van een anglicaans bisdom, Southwell and Nottingham.

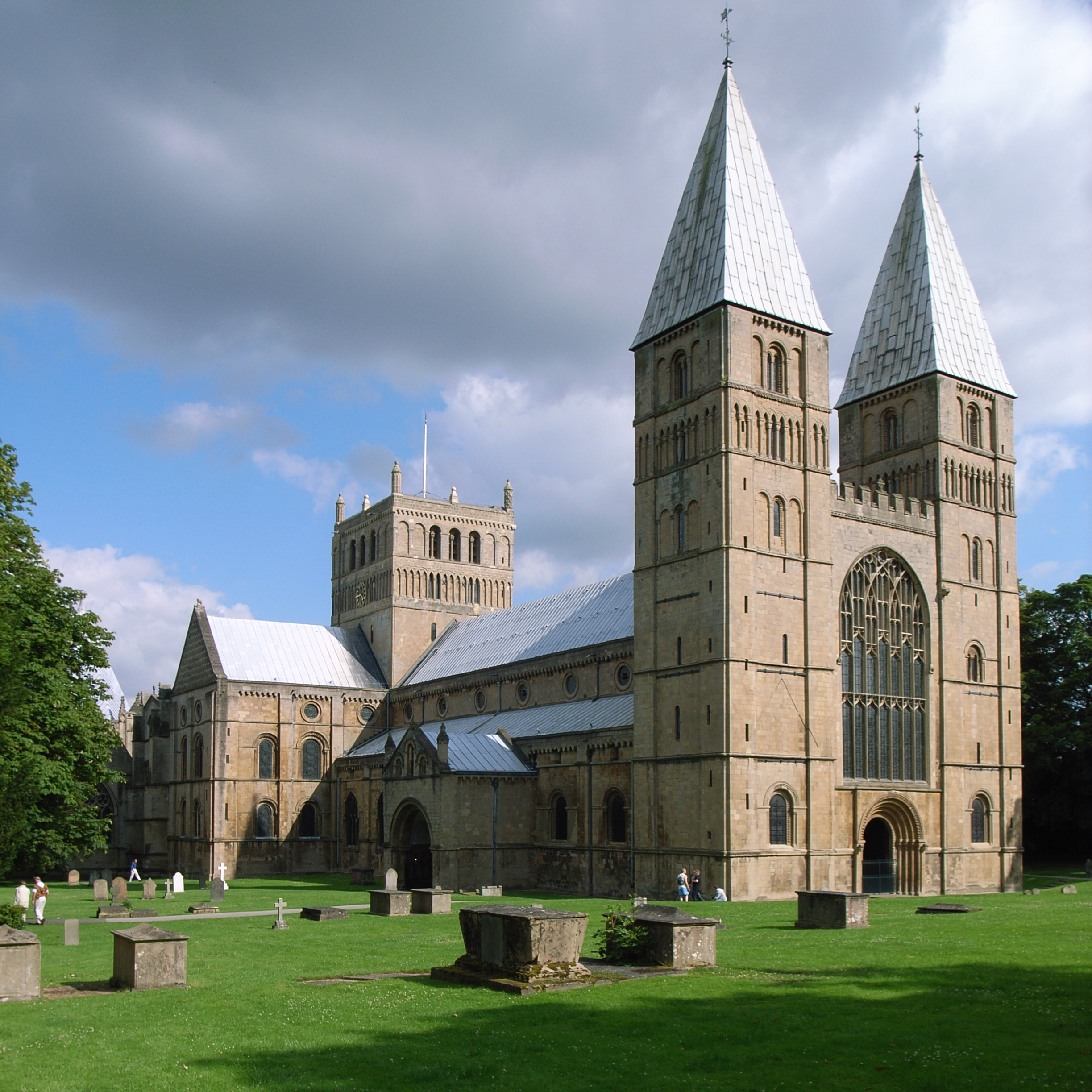
Southwell minster